# Звукорежиссёр

Запись звука к кинофильму. У аппарата — режиссёр Оболенский. Москва, 1929 год

Звукорежиссёр (англ. audio engineer, sound director, sound engineer, recording engineer) — творческая профессия, связанная с созданием звуковых художественных образов, формированием драматургии звука, концепции звука, созданием новых звуков, их фиксацией и обработкой. Человек, занимающийся этой профессией, как правило, владеет и техническими аспектами профессии — хорошо знает физику звука, разбирается в музыкальной и психоакустике, имеет музыкальное образование.
Эта профессия востребована в киноиндустрии, производстве музыки, концертной деятельности, театре, радио и мультимедийных приложениях.
Не стоит путать профессию звукорежиссёра с профессиями звукоинженера и звукооператора. Это такие же разные профессии, как режиссёр, оператор и монтажёр. Звукорежиссёр производит запись, воспроизведение, обработку, микширование звуковых компонентов с помощью технических средств.

## Звукорежиссёр в кинематографе
Звукорежиссёр в кинематографе является участником съёмочной группы, руководящим звуковым цехом. Он занимается записью звука, работая напрямую с микрофонным оператором. В задачу звукорежиссёра входит создание озвучивания (фонограммы; саундтрек) фильма в соответствии с идейно-художественным замыслом автора сценария и режиссёра.
Звукорежиссёр выполняет следующие функции:
- осуществляет звуковое оформление фильма в соответствии с общим замыслом автора сценария и режиссёра;
- отвечает за художественное и техническое качество звука фильма;
- готовит звуковую экспликацию, записывает пробы актёров, отбирает фонетический материал, осуществляет синхронные записи, озвучивание, запись музыки и шумов, перезапись фильма.

В кинематографе также есть звукооператор — участник съёмочной группы, входящий в состав звукового цеха, работает с записью — отслеживает уровни звука фоновых шумов и звука диалогов. Звукооператор подчиняется звукорежиссёру.
Ответственность за запись, обработку и создание звука в процессе съёмки фильма полностью ложится на звуковой цех.

### Состав звукового цеха
- Звукорежиссёр работает за звуковым пультом, записывает звук. Связан с микрофонным оператором. Командует звуковым цехом (микрофонным оператором (бум-оператором) и звукооператором).

- Микрофонный оператор обеспечивает расстановку микрофонов, управляет микрофонами в процессе съёмки.

- Звукооператор — осуществляет технический контроль записи: отслеживает уровень внутрикадрового звука и фоновых шумов.

В настоящее время понятия звукооператор и режиссёр звука (звукорежиссёр) путают, хотя оба специалиста играют разные роли в процессе работы над звуком. Однако ещё чаще эти функции приходится совмещать в одном лице, поскольку отношение работодателя к требованиям по комплектации звукоцеха организации обычно довольно скептическое. Вообще, звукорежиссёру часто приходится быть и звукоинженером, и микрофонным оператором, и помощником режиссёра/дирижёра, и т. п. Идеальный состав звукоцеха в настоящее время — два человека.

## Звукорежиссёр в телепроизводстве

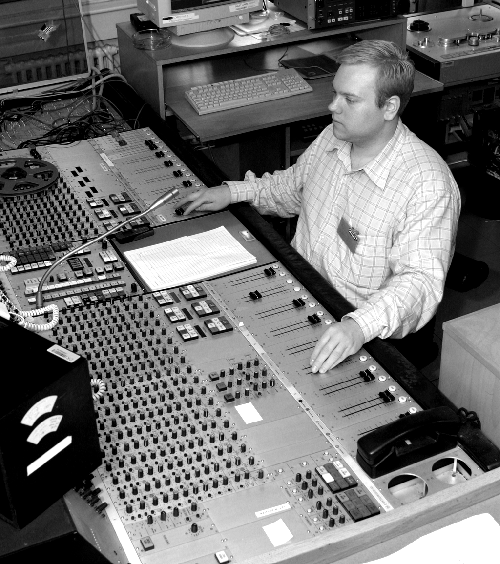
Звукорежиссёр за работой. Дания.

В телепроизводстве звукорежиссёр участвует в разработке режиссёрского сценария, проводит пробные записи звука. В его обязанности входит осуществление и контроль над синхронной звукозаписью и монтажом всех видов звука. В результате его деятельности получается окончательный (конечный) вариант фонограммы фильма, который получается в ходе сведения (перезаписи) всех исходных элементов, составляющих звуковой ряд.
Звукооператор занимается микшированием и контролем за уровнем звука. В его задачу входит приведение уровня звучания диалогов, шумов и музыки в соответствии с заранее составленной звукорежиссёром экспликацией. Иногда такую экспликацию приходится составлять самому звукооператору во время записи звука, для дальнейшего монтажа.

## Значимость звукового решения
Звуковое решение фильма также является художественным произведением.
На кинофестивалях существует несколько номинаций, имеющих непосредственное отношение к звуковому решению фильма.
Например:
- фильм «Волшебник страны Оз» (1940) получил награду «Оскар» в номинации «Лучшая музыка» и ещё одну награду в номинации «Лучшая песня»
- фильм «Доктор Живаго» (1966) получил награду «Оскар» — «Лучшая музыка» и награду «Золотой глобус» в такой же номинации.
- «Космическая одиссея 2001 года» (1968) получила приз Британской академии в номинации «Лучшая музыка» (саундтрек).

Современные фильмы, получившие награды за звуковое решение:
- «Южный Парк: Большой, длинный, необрезанный» (2000)
  - Награда MTV 2000 — «Лучший музыкальный ряд».

- «Матрица» (1999)
  - Британская киноакадемия 2000 — Лучший звук
  - Оскар 2000 — Лучший звук
  - Оскар 2000 — Лучший монтаж звуковых эффектов

- «Почти знаменит» (2000)
  - Британская киноакадемия 2001 — Лучший звук

- «Мулен Руж!» (2000)
  - Британская киноакадемия 2002 — Лучший звук
  - Британская киноакадемия 2002 — Награда Энтони Эскуита за музыку
  - Золотой глобус 2002 — Лучшая музыка
  - Награда MTV 2002 — Лучший музыкальный ряд

В настоящее время, с появлением систем многоканального объёмного звука, значимость работы звукооператора и звукорежиссёра только увеличивается. Без их участия не обходится ни один современный фильм.